# 無顆粒球症
無顆粒球症（むかりゅうきゅうしょう、英語: agranulocytosis）とは、末梢血中において顆粒球、すなわち好中球が極端に減少すること。
顆粒球減少症としても知られており、重度で危険な白血球数の減少(白血球減少症、最も一般的に好中球)を含む急性状態であり、循環血液中に好中球減少を引き起こす。
感染と戦う白血球の主要なクラスに起こる、ひとつの深刻な欠如である。この状態の人々は、免疫システムが抑制されているため、深刻な感染のリスクが非常に高い。

## 定義
末梢血における好中球数が500個/μL以下まで減少すると無顆粒球症と呼ばれる。好中球数が500-3,000個/μLは、「好中球減少症」と呼ばれる。
好中球減少症が無顆粒球症にまで増悪すると、感染症、特に日和見感染症を引き起こしやすくなる。
顆粒球(好中球、好塩基球、好酸球を含む白血球の主要なクラス)の濃度は、血液の200細胞/mm3を下回る。

## 原因
抗甲状腺薬（メルカゾール）、シメチジン、ファモチジン、カルバマゼピン、クロザピンなど薬剤性無顆粒球症の成因は多岐にわたる。